# Toyota Matrix
Toyota Matrix (іноді офіційно називають Toyota Corolla Matrix) — компактний хетчбек виробництва Toyota Motor Corporation в Канаді, який продається в Сполучених Штатах, Канаді та Мексиці. Він вважається спортивним хетчбеком  північноамериканського Corolla і вважається варіант його продажу Toyota.
Toyota Matrix результат спільного підприємства між Toyota і General Motors, GM версія називається Pontiac Vibe, який був зібраний на New United Motor Manufacturing, Inc (NUMMI) в Фремонті, штат Каліфорнія. Третя версія, також зибралися на NUMMI, і продавалася в Японії з 2002 року по початок 2004 року як Toyota Voltz. Майже 2000 автомобілів були випущені до припинення виробництва. Незважаючи на те, Voltz продавалася під маркою Toyota, хоча машина була аналогом Vibe.
Ідентичні механічно, і майже стільки ж внутрішньо, Matrix і Vibe мають різні кузови. Обидва автомобілі є вузькими, але високими вагонної компонування в стилі квазіпозашляховика (так званий кросовер від Toyota) і орієнтовані на досить молодий сегмент ринку. Цей вид автомобіля також часто називають як спортивний універсал.
Початок продаж відбувся в лютому 2002 року Matrix, в 2005 модельному році модель оновили, У 2008 році з'явилося наступне покоління, після нового десятого покоління Corolla. В 2011 році Matrix оновили.
З 2013 року автомобіль постачається з: аудіо системою на шість динаміків, супутниковим радіо, можливістю підключення iPod та можливістю здійснення дзвінків через Bluetooth. Моделі S вищої комплектації мають 6.1-дюймовий сенсорний екран. Параметри безпеки можна вважати задовільними, але точно не відмінними. До базової комплектації включено: передні та бокові подушки безпеки, антиблокувальні гальма та електронний контроль стабільності. Лінійка цього хетчбеку пропонує базову та S моделі, оснащені 1.8-літровим чотирициліндровим двигуном з 132 кінськими силами, хоча можна перейти і на більш потужний 2.4-літровий чотирициліндровий двигун з 158 кінськими силами. Більшість водіїв надають перевагу 1.8-літровому двигуну. П'ятиступеневий механічна коробка передач добре поєднується з обома двигунами. Доступна автоматична коробка має лише чотири швидкості при поєднанні з меншим двигуном. 

## Перше покоління (E130; 2002–2008)

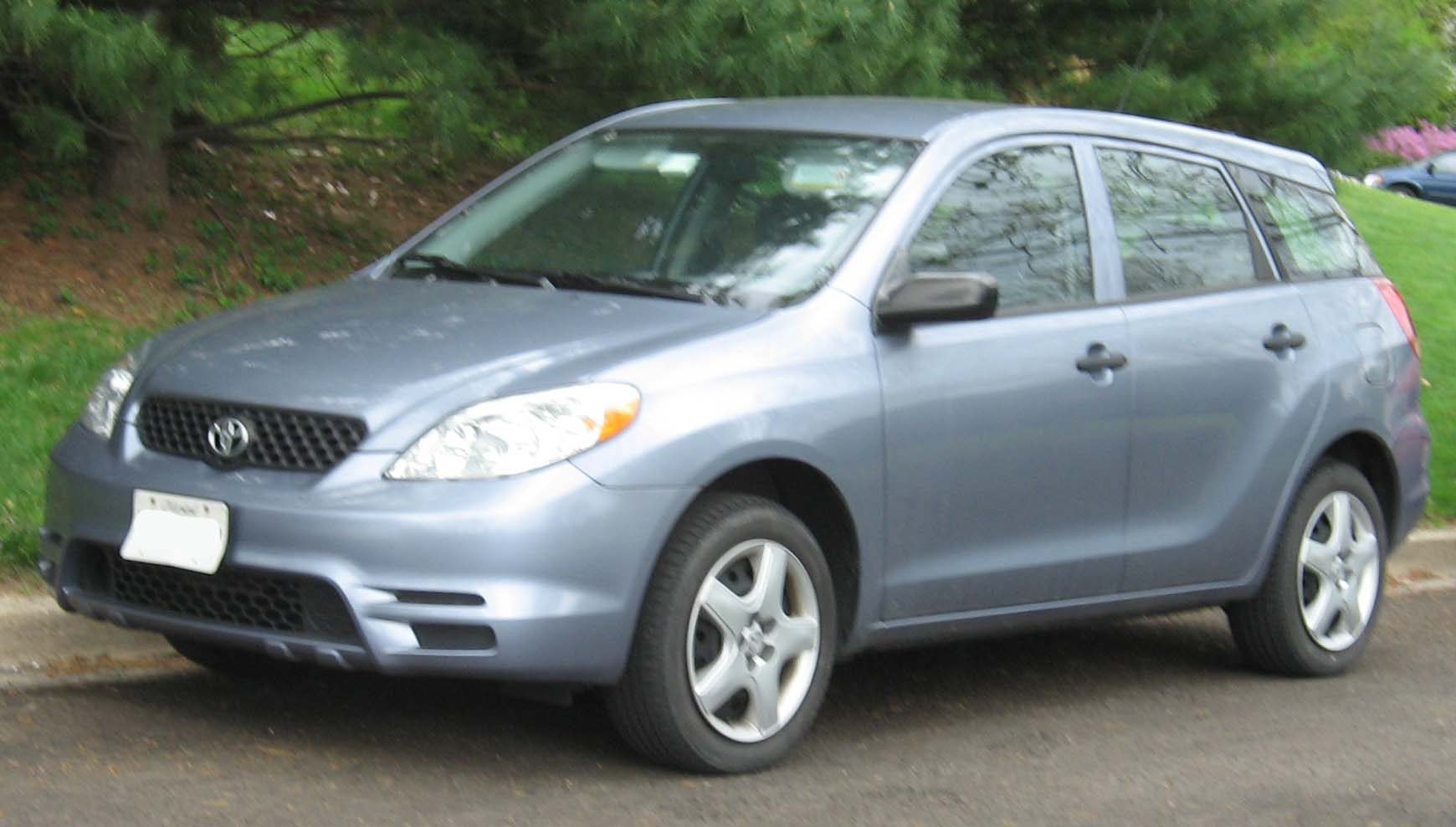
Toyota Matrix (2002-2004)
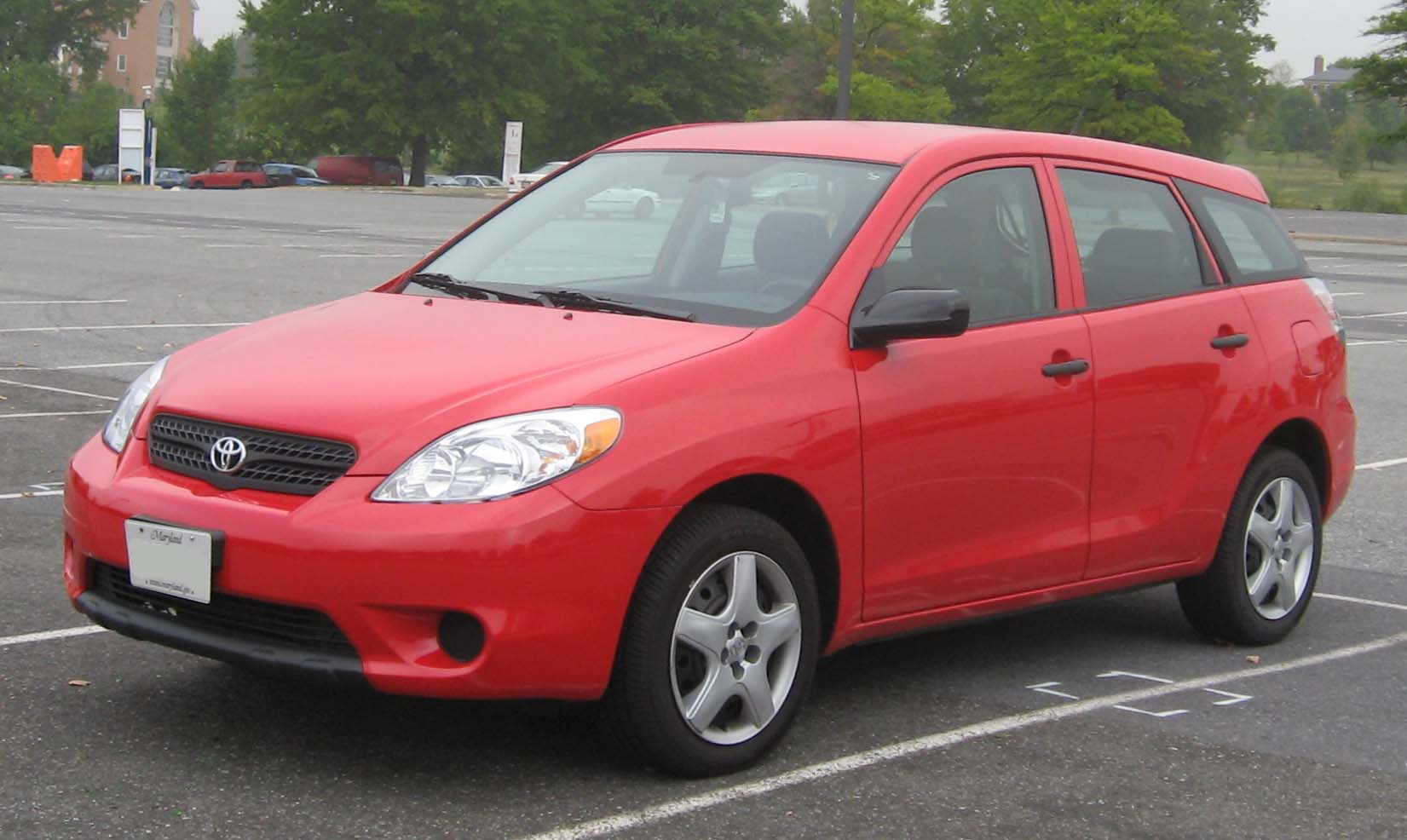
Toyota Matrix (2005-2008)
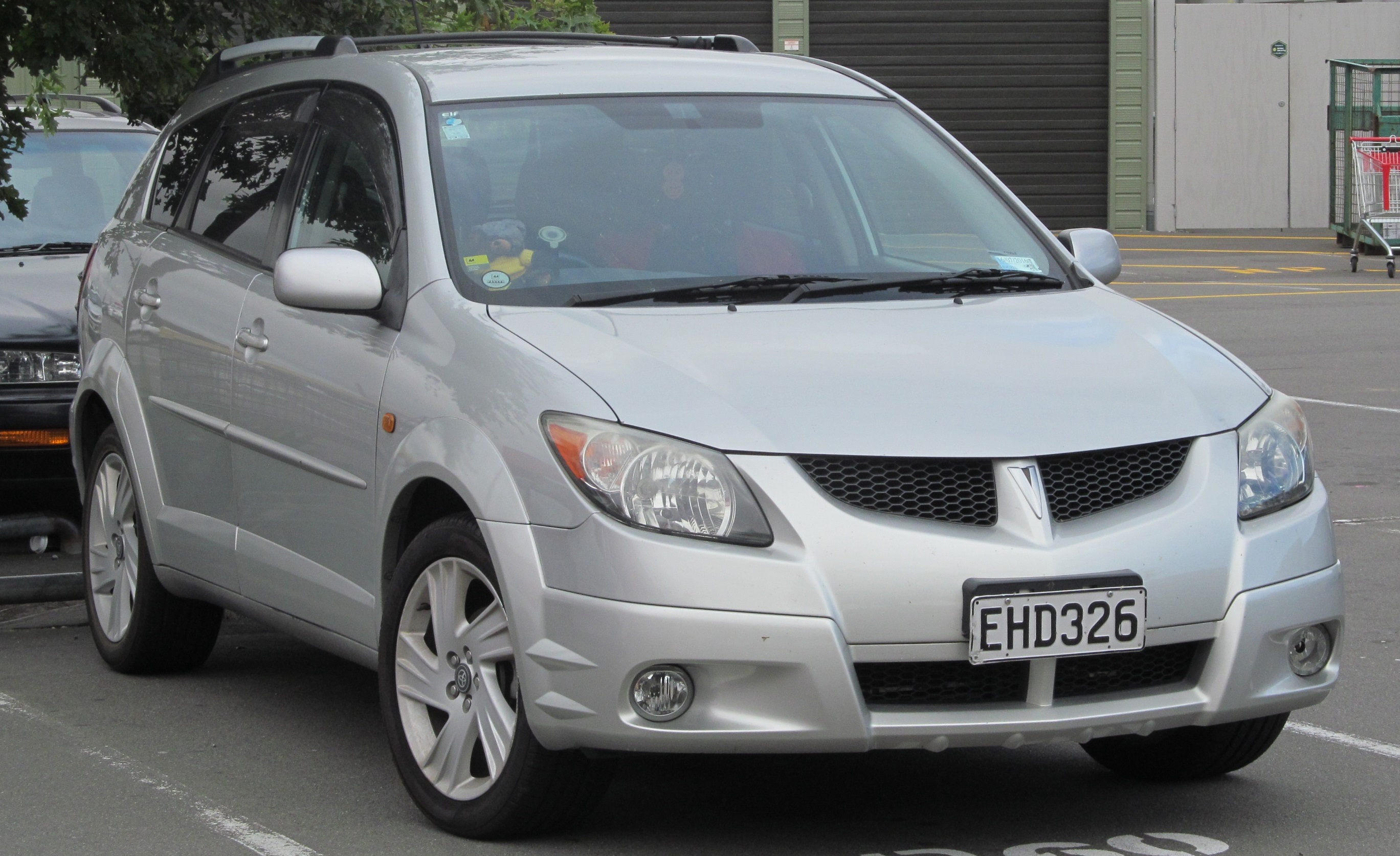
Toyota Voltz (2002-2004)
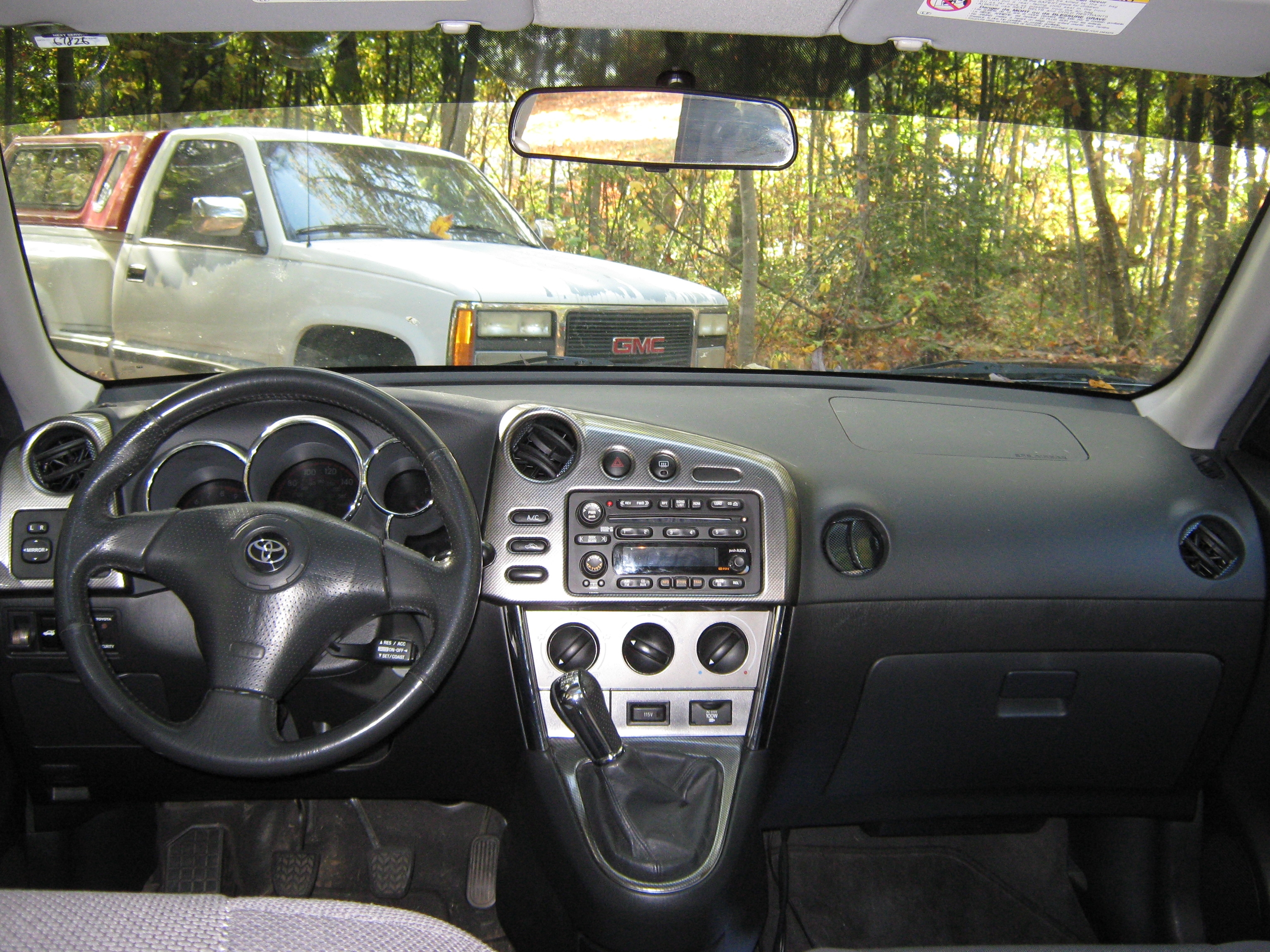

- 1,794 л 1ZZ-FE I4 123–130 к.с.
- 1,796 л 2ZZ-GE I4 164–180 к.с.

## Друге покоління (E140; 2009–2014)

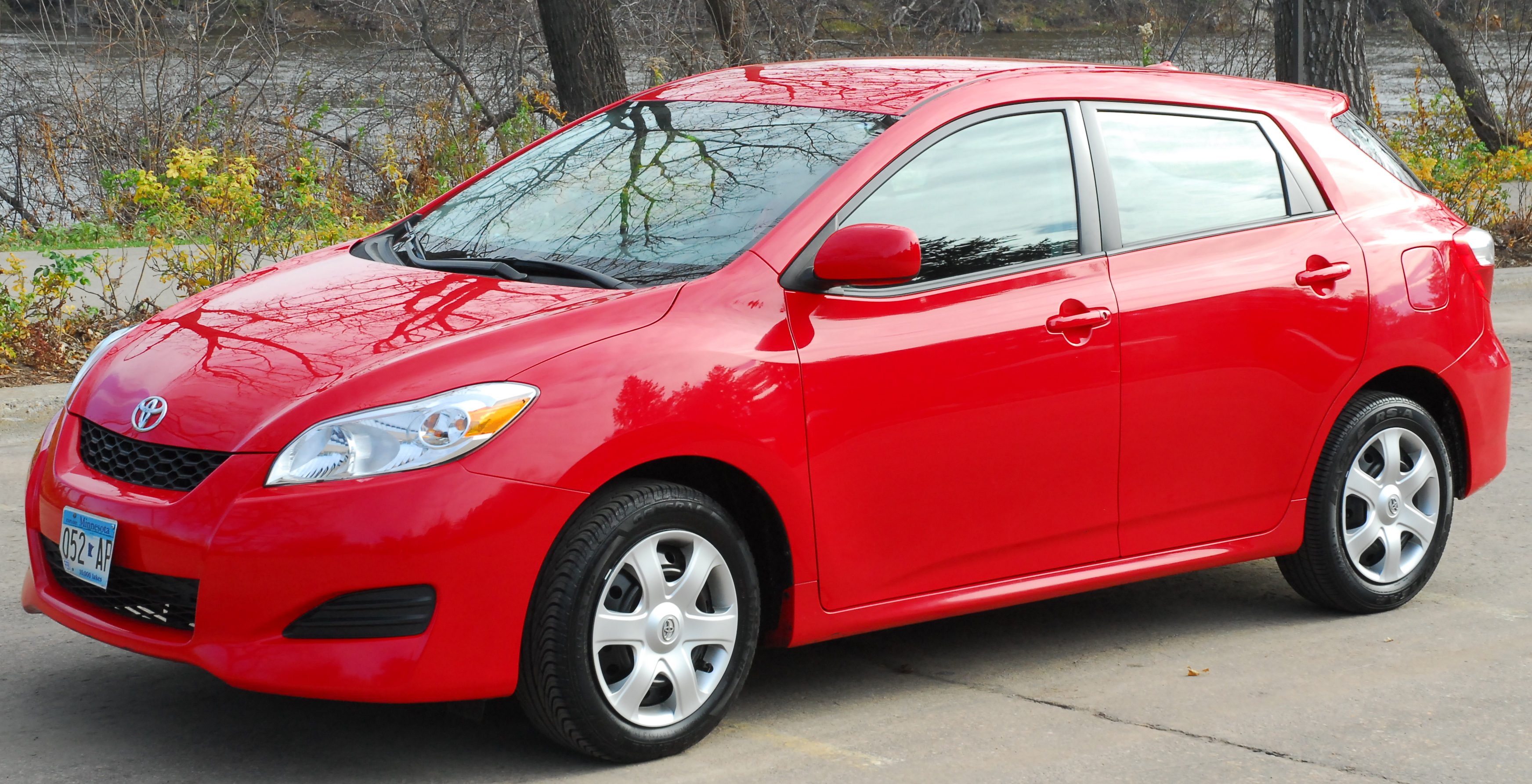
Toyota Matrix (2008-2010)
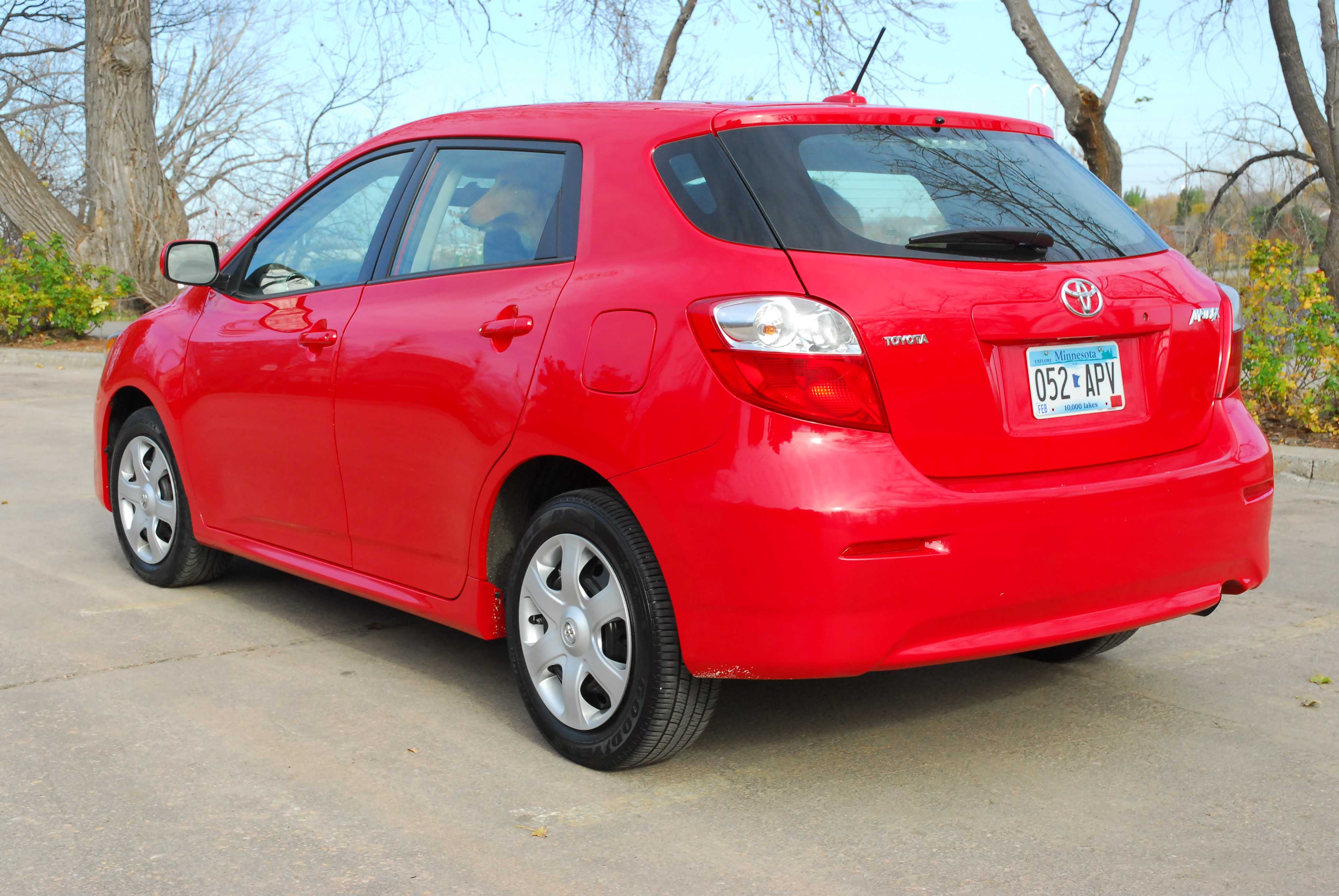
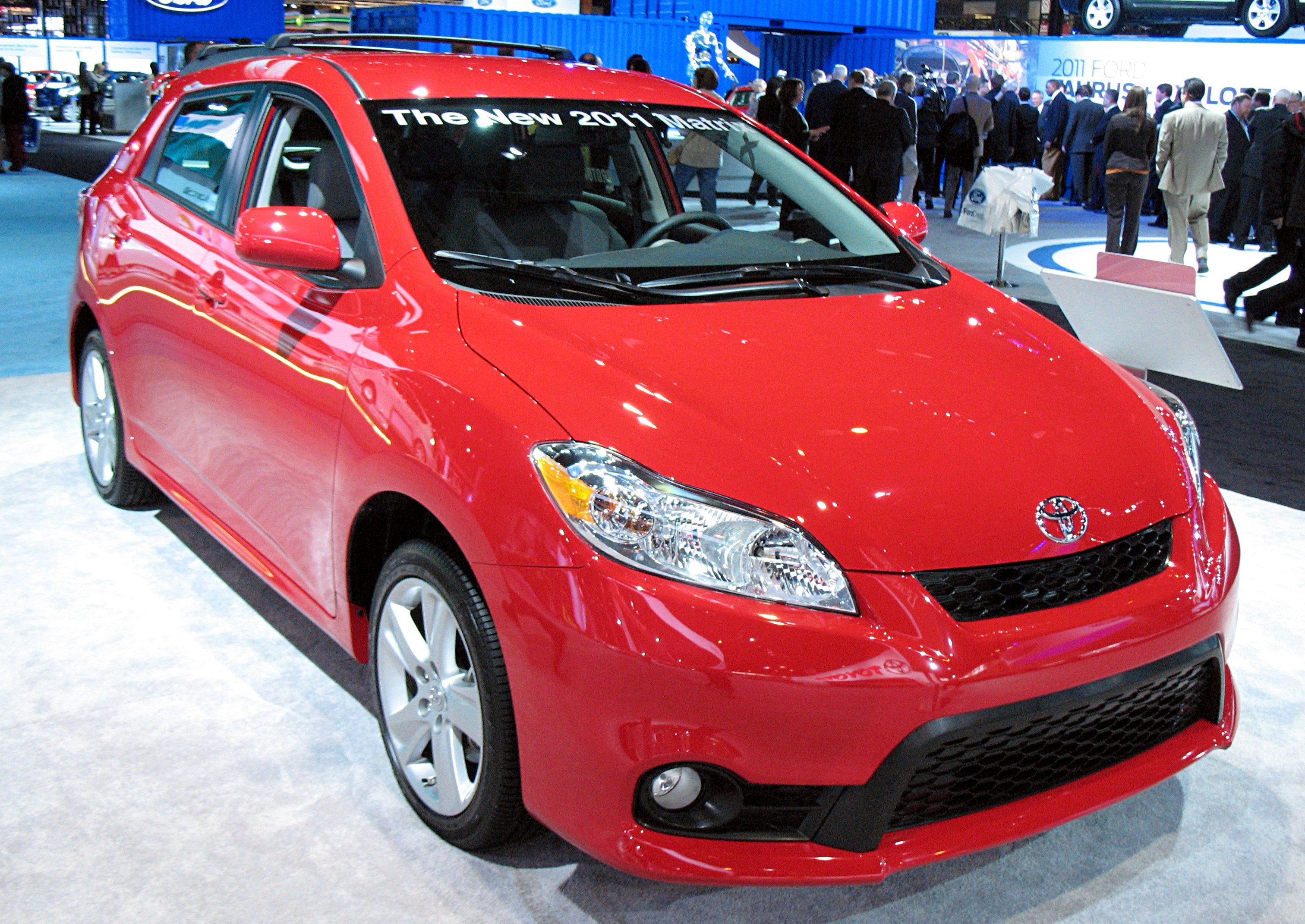
Toyota Matrix (2011-2014)
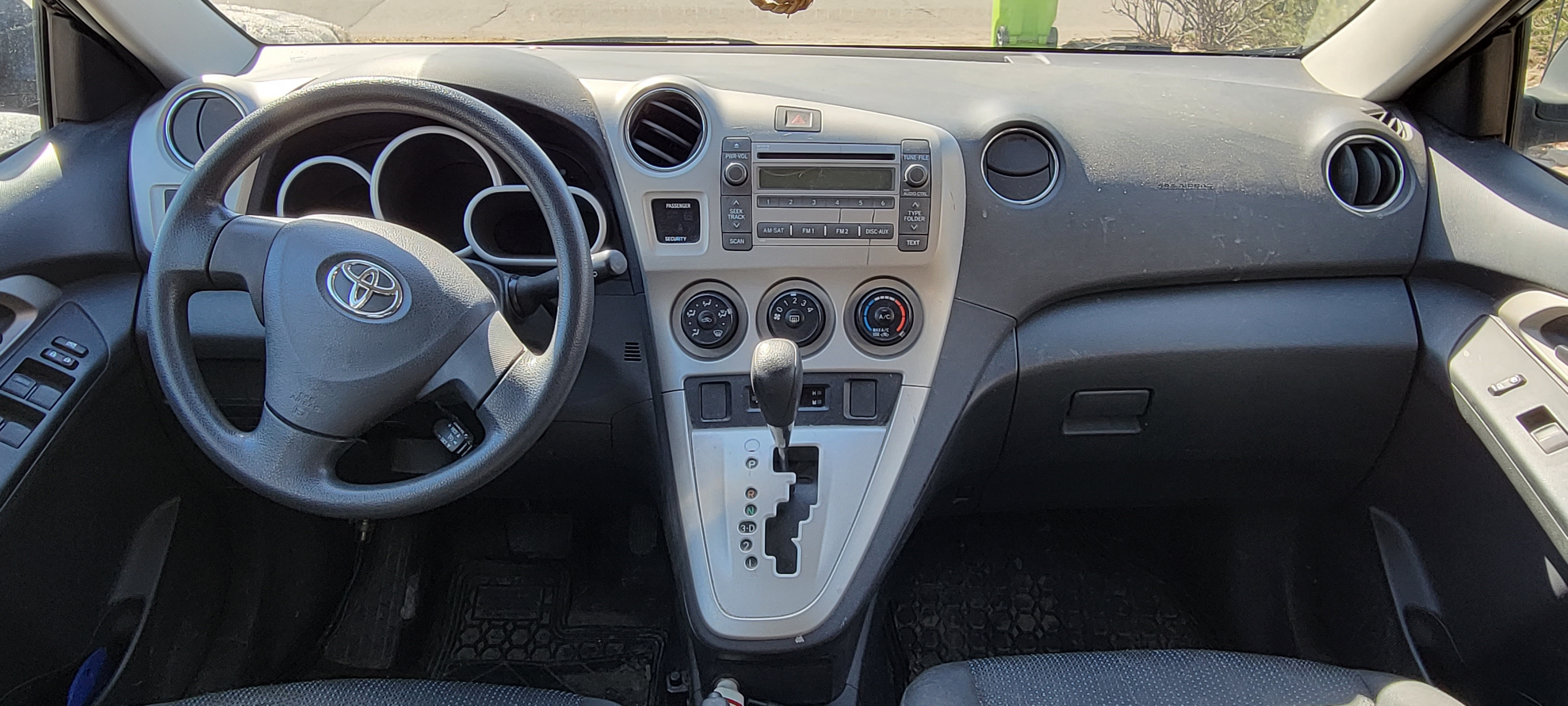

- 1,797 л 2ZR-FE I4 132 к.с.
- 2,362 л 2AZ-FE I4 158 к.с.